# Germagny
Germagny is een gemeente in het Franse departement Saône-et-Loire (regio Bourgogne-Franche-Comté) en telt 157 inwoners (2005). De plaats maakt deel uit van het arrondissement Chalon-sur-Saône.

## Geografie
De oppervlakte van Germagny bedraagt 3,5 km², de bevolkingsdichtheid is 44,9 inwoners per km².
De onderstaande kaart toont de ligging van Germagny met de belangrijkste infrastructuur en aangrenzende gemeenten.

## Demografie
Onderstaande figuur toont het verloop van het inwonertal (bron: INSEE-tellingen).